# 712 Boliviana
712 Boliviana eller 1911 LO är en asteroid i huvudbältet, som upptäcktes 19 mars 1911 av den tyske astronomen Max Wolf i Heidelberg. Den har fått sitt namn efter Simón Bolívar.
Asteroiden har en diameter på ungefär 112 kilometer.